# Sommer-Paralympics 2020/Teilnehmer (Namibia)
| stlisierte Goldmedaille | stlisierte Silbermedaille | stlisierte Bronzemedaille |
| ----------------------- | ------------------------- | ------------------------- |
| –                       | 1                         | 1                         |

Namibia hat bei den Paralympischen Sommerspielen 2020 in Tokio mit drei Sportlern teilgenommen. Dies war eine deutlich kleinere Teilnehmerzahl als bei den Spielen 2016 in Rio de Janeiro, die für Namibia mit fünf Medaillen die bisher erfolgreichsten waren.
Es konnte jeweils eine Silber- und Bronzemedaille gewonnen werden.

## Teilnehmer nach Sportart
Ursprünglich (Stand Juni 2020) waren mindestens fünf Teilnehmer (vier Leichtathleten und ein Schwimmer), davon drei Männer und eine Frau vorgesehen; darunter Johannes Nambala über die 100 und 400 Meter T13 befinden.
Bis zum 5. Juli 2021 erhielten drei namibische Sportler ihre Startberechtigung. Bis Ende Juli sollen mindestens zwei (Petrus Karuli; T37: 1500 m; Silvia Shivolo, F40: Kugelstoßen), womöglich auch drei (ein Schwimmer, Mateus Angula, S6) hinzukommen. Schlussendlich reisten nur drei Athleten für Namibia nach Tokio.

## Medaillenspiegel
| Rang | Sportart       | Gold | Silber | Bronze | Gesamt |
| ---- | -------------- | ---- | ------ | ------ | ------ |
| 1    | Leichtathletik | —    | 1      | 1      | 1      |

### Leichtathletik
| Athleten         | Klassifizierung | Wettbewerb | Vorlauf/Vorkampf | Vorlauf/Vorkampf | Halbfinale | Halbfinale | Finale   | Finale | Rang   |
| Athleten         | Klassifizierung | Wettbewerb | Ergebnis         | Rang             | Ergebnis   | Rang       | Ergebnis | Rang   | Rang   |
| ---------------- | --------------- | ---------- | ---------------- | ---------------- | ---------- | ---------- | -------- | ------ | ------ |
| Frauen           |                 |            |                  |                  |            |            |          |        |        |
| Lahja Ishitile   | T11             | 200 m      | 27,42 s          | 3                | –          | –          | –        | –      |        |
| Lahja Ishitile   | T11             | 400 m      | 59,94 s          | 2                | 1:00,42 m  | 3          | –        | –      | 6      |
| Lahja Ishitile   | T11             | Weitsprung |                  |                  |            |            | 4,52 m   | 7      | 7      |
| Männer           |                 |            |                  |                  |            |            |          |        |        |
| Johannes Nambala | T13             | 100 m      |                  |                  |            |            | 10,93 s  | 6      | 6      |
| Johannes Nambala | T13             | 400 m      | 39,37 s          | 2                | –          | –          | 48,76 s  | 3      | Bronze |
| Ananias Shikongo | T11             | 100 m      | 11,21 s          | 2                | 11,33 s    | 2          | DSQ      | (3)    |        |
| Ananias Shikongo | T11             | 400 m      |                  |                  |            |            | 51,14 s  | 2      | Silber |